# Itsuki Enomoto
Itsuki Enomoto (japanisch 榎本 樹 Enomoto Itsuki; * 4. Juni 2000 in der Präfektur Saitama) ist ein japanischer Fußballspieler.

## Karriere
Enomoto erlernte das Fußballspielen in der Schulmannschaft der Maebashi Ikuei High School. Seinen ersten Vertrag unterschrieb er 2019 bei Matsumoto Yamaga FC. Der Verein aus Matsumoto spielte in der höchsten Liga des Landes, der J1 League. Im August 2019 wurde er an den Drittligisten Thespakusatsu Gunma ausgeliehen. Für den Verein absolvierte er drei Ligaspiele. 2020 kehrte er zum Zweitligisten Matsumoto Yamaga FC zurück. Nach Ende der Saison 2021 belegte er mit dem Verein aus Matsumoto den letzten Tabellenplatz und musste in die dritte Liga absteigen. Im Februar 2024 wechselte Enomoto zum singapurischen Erstligisten Young Lions und ein Jahr später ging der Stürmer weiter zu dessen Ligarivalen Tampines Rovers. Nach elf Ligaspielen wechselte er im Sommer 2025 nach Thailand. Hier unterschrieb er in Chiangrai einen Vertrag beim Erstligisten Chiangrai United.